# 旧金山和会
舊金山和平會議，簡稱舊金山和會，是美國於1951年9月8日針對第二次世界大戰所召開的國際會議，地點位於舊金山的戰爭紀念歌劇院。美國邀請52國參與，但中國代表權在美國與英國的爭執之下未達共識，因此中華民國與中華人民共和國均未受邀。而真正參與舊金山和會的國家有48國，分別為二戰的部分戰勝國與日本。
在會議上，包括日本在內的49個國家的代表簽訂了《舊金山和約》，並於1952年4月28日生效。但《舊金山和約》並未獲得越南、朝鮮民主主義人民共和國、蒙古的認同。而周恩來也代表中華人民共和國聲明不承認此合約。

## 條約
在舊金山和會上，簽訂了一份針對二戰戰敗國日本的和約《舊金山和約》。內容大致可分為幾大部分：
- 領土放棄
- 信託統治
- 財產
- 兩國之間之和平

通過此條約的國家有：阿根廷、澳大利亞、比利時、玻利維亞、巴西、高棉、加拿大、錫蘭（斯里蘭卡）、智利、哥倫比亞、哥斯大黎加、古巴、多明尼加、厄瓜多、埃及、薩爾瓦多、衣索比亞、法國、希臘、瓜地馬拉、海地、宏都拉斯、印尼、伊朗、伊拉克、寮國、黎巴嫩、賴比瑞亞、盧森堡、墨西哥、荷蘭、紐西蘭、尼加拉瓜、挪威、巴基斯坦、巴拿馬、巴拉圭、秘魯、菲律賓、沙烏地阿拉伯、敘利亞、土耳其、南非、英國、美國、烏拉圭、委內瑞拉、越南、日本。
蘇聯、波蘭及捷克斯洛伐克反對條約內容，因次拒絕在和約上簽字。印度、緬甸及南斯拉夫則是受邀沒有出席，哥倫比亞、印尼及盧森堡代表雖然簽署了和約，但沒有批准該和約。因此共有46個國家簽署並批准了《舊金山和約》。